# بين في
بين في (بالإنجليزية: Ben Fee)‏ (3 سبتمبر 1908-3 يوليو 1978).
كان كاتبًا أمريكيًا ومنظمًا عماليًا برز في الحي الصيني في سان فرانسيسكو ونيويورك في منتصف القرن العشرين. كان رئيسًا لجمعية المساعدة المتبادلة للعمال الصينيين وزعيم القسم الصيني في الحزب الشيوعي الأمريكي

## السنوات المبكرة
ولد Fee في كانتون، الصين. كانت والدته تُعرف باسم" قاذفة القنابل". ووالده " المتهرب من التجنيد ""؛ نشأ وهو يقرأ ماركس ولينين، وكان مدركًا منذ سنواته الأولى للعنصرية ضد السكان الصينيين في كاليفورنيا وشعر أن العمل المنظم يمكن أن يكون حلاً.
في عام 1924، عندما رفض مطعم Almond Blossom في سان فرانسيسكو تقديم الرسوم لأنه كان آسيويًا وقد يعترض عليه عملاء آخرون، عاد في اليوم التالي مع عشرة أصدقاء من البيض طلب كل منهم شريحة لحم بورتر هاوس، وهي أغلى عنصر في القائمة. ثم جاءت الرسوم ورُفضت الخدمة للأسباب نفسها في اليوم السابق. ثم واجهت الرسوم «العملاء» الذين، بعد أن علموا بسياسة المطعم، خرجوا من المطعم، تاركين شرائح اللحم تُعد دون دفع الأجرة.

## السيرة الذاتية
انتقل «في» من أصل صيني إلى الولايات المتحدة في سن 13 عامًا. وفي عام 1934 تم تعيينه من قبل الاتحاد الدولي لعمال الملابس للسيدات لتنظيم عمال الملابس الصينيين في سان فرانسيسكو. ومع ذلك، فإن عضويته اللاحقة في الحزب الشيوعي ومناصرته أدت إلى نفور مؤسسة الحي الصيني والنقابة، التي أنهت عمله في عام 1938.
بعد المشاكل الزوجية والطلاق الصعب، انتقل «في» إلى نيويورك واستأنف دعوته للعمل المنظم. في الأربعينيات من القرن الماضي، كان ناشطًا في اتحاد الطلاب الصينيين، واتحاد عمال التعليب في ألاسكا، وجمعية المساعدة المتبادلة للعمال الصينيين.

## العمل الأدبي
سرعان ما أصبح «في» جزءًا بارزًا من الحي الصيني في نيويورك في الأربعينيات من القرن الماضي، وكاتبًا لأعمال قصيرة تصور التجربة الصينية الأمريكية في حقبة ما بعد الحرب العالمية الثانية. شاع مزيجه من الأعراف الثقافية القديمة من قبل المؤلف والمنتج الفودفيل فرانك تشين الذي رسم الرسوم الكاريكاتورية كمزيج من «الغرب المتوحش» الأمريكي والتفكير الصيني التقليدي. وصف تشين الرسوم على النحو التالي: رجل عاري الصدر غير مقنع، رجل صيني منعزل من الغرب القديم، شخصية من قاذفات السيوف الصينيين ومقاتل.